# كريستين بيت والهوفد
كريستين بيت والهوفد (بالإنجليزية: Kristine Beate Walhovd)‏ (مواليد 1976) هي عالمة نفس نرويجية وعالمة أعصاب وأستاذة علم النفس العصبي في جامعة أوسلو. أسست مع زوجها، زميلها عالم الأعصاب أندرس فيجيل، مركز تغييرات عمر الحياة في الدماغ والإدراك في جامعة أوسلو، والذي منحته حكومة النرويج مكانة «بيئة البحث الرائدة عالميًا» في عام 2015.